# Neoleptoneta devia
Neoleptoneta devia är en spindelart som först beskrevs av Willis J. Gertsch 1974.  Neoleptoneta devia ingår i släktet Neoleptoneta och familjen Leptonetidae. Inga underarter finns listade i Catalogue of Life.